# Hildegard Pfaff
Hildegard Pfaff (* 21. Mai 1952 in Kirberg) ist eine hessische Politikerin (SPD) und ehemalige Abgeordnete des Hessischen Landtags.

## Ausbildung und Beruf
Nach dem Volksschulabschluss im April 1966 besuchte Hildegard Pfaff die zweijährige kaufmännische Berufsfachschule in Limburg an der Lahn mit dem Abschluss der Mittleren Reife im Juli 1967. Ab 1970 war sie als Angestellte bei der Deutschen Bundespost tätig. Im Jahr 1978 legte sie die Abschlussprüfung Hauswirtschafterin ab und 1981 wurde ihr der Meisterbrief ländliche Hauswirtschaft verliehen.

## Politik
Pfaff ist seit 1971 Mitglied der SPD und dort seit 1992 stellvertretende Vorsitzende der SPD Limburg-Weilburg und seit 1997 Vorsitzende der SPD Hünfelden. Seit 1999 ist sie auch Mitglied im Landesvorstand der SPD Hessen.
Seit 1989 ist sie Mitglied des Kreistags des Landkreises Limburg-Weilburg.
Abgeordnete im hessischen Landtag war Pfaff vom 5. April 1991 bis zur Landtagswahl in Hessen 2009, dort seit 5. April 2003 stellvertretende Vorsitzende der SPD-Fraktion und Mitglied im Ausschuss für Umwelt, ländlichen Raum und Verbraucherschutz, Ausschuss für Wirtschaft und Verkehr. Zudem gehörte sie dem Verwaltungsrat der Verbraucherzentrale Hessen (VZH) e. V. an.
Hildegard Pfaff war 1999 Mitglied der 11. und 2004 Mitglied der 12. Bundesversammlung.